# Chaetophiloscia pearsi
Chaetophiloscia pearsi är en kräftdjursart som först beskrevs av Albert Vandel 1953.  Chaetophiloscia pearsi ingår i släktet Chaetophiloscia och familjen Philosciidae. Inga underarter finns listade i Catalogue of Life.